# (4240) Grün
(4240) Grün ist ein Hauptgürtelasteroid, der am 2. März 1981 von Schelte John Bus vom Siding-Spring-Observatorium aus entdeckt wurde.
Der Asteroid wurde am 1. Juli 1996 nach dem deutschen Astrophysiker Eberhard Grün benannt.